# Taufbecken (Bächingen an der Brenz)

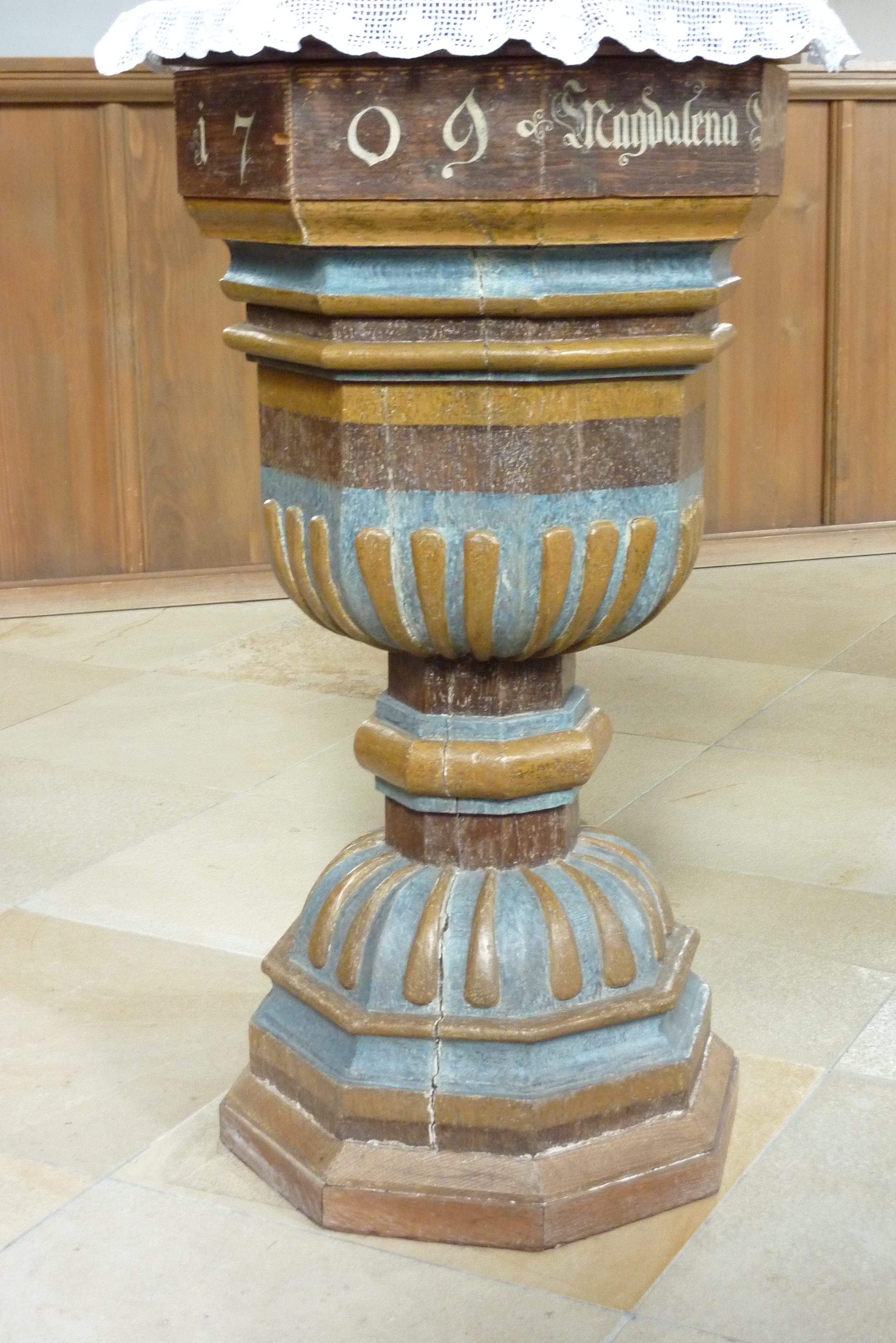
Taufbecken in Bächingen

Das Taufbecken in der evangelisch-lutherischen Pfarrkirche St. Nikolaus in Bächingen an der Brenz, einer Gemeinde im Landkreis Dillingen an der Donau im bayerischen Regierungsbezirk Schwaben, wurde 1709 geschaffen. Das Taufbecken ist als Teil der Kirchenausstattung ein geschütztes Baudenkmal.
Das Taufbecken aus Kalkstein, mit der typischen Godronierung im Stil des Barocks, hat am oberen Rand die Jahreszahl 1709 und die Stifternamen Magdalena Lindenmayer und Hans Georg Lindenmayer aufgemalt. 
Die Form des Taufbeckens erinnert an einen Kelch, die ursprüngliche farbliche Fassung wurde bei der Restaurierung im Jahr 1968 wieder freigelegt.